# Harvard (Nebraska)
Harvard es una ciudad ubicada en el condado de Clay en el estado estadounidense de Nebraska. En el Censo de 2010 tenía una población de 1013 habitantes y una densidad poblacional de 606,39 personas por km².

## Geografía
Harvard se encuentra ubicada en las coordenadas 40°37′12″N 98°5′46″O / 40.62000, -98.09611. Según la Oficina del Censo de los Estados Unidos, Harvard tiene una superficie total de 1.67 km², de la cual 1.67 km² corresponden a tierra firme y (0%) 0 km² es agua.

## Demografía
Según el censo de 2010, había 1013 personas residiendo en Harvard. La densidad de población era de 606,39 hab./km². De los 1013 habitantes, Harvard estaba compuesto por el 78.87% blancos, el 0.2% eran afroamericanos, el 0.59% eran amerindios, el 0.3% eran asiáticos, el 0% eran isleños del Pacífico, el 15.79% eran de otras razas y el 4.24% pertenecían a dos o más razas. Del total de la población el 23.69% eran hispanos o latinos de cualquier raza.